# Dominostein
 Dominostein ili Dresdner Dominosteine je slatki božićni kolač s područja Njemačke i Austrije.
Glavni sastojak je Lebkuchen, na koji se slažu ostali sastojci. Sljedeći sloj čine marmelada i višnja, na koje se stavlja marcipan ili persipan. Na samome vrhu kolač je prekriven slojem otopljenje tamne ili bijele čokolade.
Kolač je prvi ispekao Herbert Wendler u Dresdenu 1936. Takva slojevita pralina bila je povoljnija od ostalih kolača. Tijekom nestašice hrane u Drugome svjetskom ratu postao je popularan zbog jednostavne pripreme.[nedostaje izvor]

## Vanjske poveznice
|  | Zajednički poslužitelj ima još gradiva o temi Dominostein |